# Cofradía de Jesús Cautivo y María Santísima de la Trinidad (Martos)

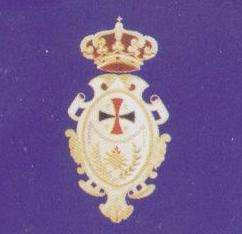
Escudo de la Cofradía.

La Cofradía de Nuestro Padre Jesús Cautivo de la Túnica Blanca y María Santísima de la Trinidad en su Mayor Dolor y Desamparo es una de las agrupaciones de pasión religiosas de la ciudad de Martos (Jaén), España cuyo Hermano Mayor es Juan Moreno Miranda (28 de junio de 2005). Tiene su sede en el Monasterio de la Santísima Trinidad de dicha ciudad y su Residencia Canónica está situada en la Parroquia de Santa Marta. 
Está registrada en el registro de entidades religiosas católicas inscrita como asociación el 21 de octubre de 1996 con el número: 4045-/- SE/C.

## Itinerario
El recorrido que generalmente suele hacer la procesión de dicha cofradía, si bien puede variar, transcurre por: Real de San Fernando, Plaza de la Constitución, La Fuente, Huertas, Fuente del Baño, San Francisco, Plaza de la Fuente Nueva, Campiña, Plaza del Llanete, Real de San Fernando y a su templo.

## Lugares recomendados
Hay algunas situaciones o lugares del recorrido que dan cierta emotividad al cortejo especialmente por su singularidad como pueden ser la esquina de las calle La Fuente con la calle Huertas, Plaza de la Fuente Nueva (encuentro entre Jesús y su madre), Plaza del Llanete, y sobre todo la salida y entrada al templo debido al esfuerzo que realizan los costaleros.

## Cortejo procesional
El cortejo procesional cuenta con los siguientes recursos y enseres.
| - Cruz de guía y faroles - Estandarte de Jesús - Hermanos de luz, tramo Cristo - Cruces de penitencia y fiscales - Incensarios y navetas - Grupos de niños - Guion corporativo - Presidencia del trono de Cristo - Capataz - Trono de Jesús Cautivo, portado por 60 hermanos - Contraguías - Agrupación Musical - Fieles alumbrando - Estandarte de la Virgen |  | - Hermanos de luz, tramo palio - Cruces de penitencia y fiscales - Incensarios y navetas - Mujeres de mantilla - Grupos de niños - Presidencia trono de palio - Capataz de palio - Trono de palio, portado por 72 hermanos - Pertiguero de palio - Contraguía - Preste - Autoridades civiles y militares - Banda de música |